# Macierze gamma
Macierze γ, macierze Diraca – zbiór czterech macierzy zespolonych {\displaystyle 4\times 4,} {\displaystyle \left\{\gamma ^{0},\gamma ^{1},\gamma ^{2},\gamma ^{3}\right\},} stosowanych w relatywistycznej mechanice kwantowej.

## Macierze gammaγ0,γ1,γ2,γ3{\displaystyle \gamma ^{0},\gamma ^{1},\gamma ^{2},\gamma ^{3}}
Macierze {\displaystyle \gamma } są zdefiniowane za pomocą 16 równań
{\displaystyle \left\{{\begin{aligned}\left(\gamma ^{0}\right)^{2}&=I\\\gamma ^{i}\gamma ^{0}+\gamma ^{0}\gamma ^{i}=\left\{\gamma ^{i},\gamma ^{0}\right\}&=0\\\gamma ^{i}\gamma ^{j}+\gamma ^{j}\gamma ^{i}=\left\{\gamma ^{i},\gamma ^{j}\right\}&=2g^{ij}I\end{aligned}}\right.}
gdzie:
{\displaystyle i,} {\displaystyle j} = {\displaystyle 1,2,3}
{\displaystyle g^{ij}} – element {\displaystyle ij} tensora metrycznego {\displaystyle g} czasoprzestrzeni {\displaystyle g={\begin{pmatrix}1&0&0&0\\0&-1&0&0\\0&0&-1&0\\0&0&0&-1\end{pmatrix}}} (przy czym np. {\displaystyle g^{00}=1})
{\displaystyle I} – macierz jednostkowa 4 × 4
{\displaystyle \left\{A,B\right\}} – antykomutator A i B.
Powyższe warunki można zapisać w równoważnej formie:
{\displaystyle \{\gamma ^{\mu },\gamma ^{\nu }\}=\gamma ^{\mu }\gamma ^{\nu }+\gamma ^{\nu }\gamma ^{\mu }=2g^{\mu \nu }I,}
gdzie:
{\displaystyle \mu ,\nu =0,1,2,3.}
Warunki określające macierze gamma wyprowadza się żądając m.in., by równanie Diraca spełniało jednocześnie równanie Kleina-Gordona. Warunki te nie definiują konkretnej postaci macierzy {\displaystyle \gamma } – każda reprezentacja spełniająca je jest dobra.
Powyższe macierze zapisane są z górnymi wskaźnikami. Nazywa się je kontrawariantnymi macierzami gamma.

## Macierzeγ0,γ1,γ2,γ3{\displaystyle \gamma _{0},\gamma _{1},\gamma _{2},\gamma _{3}}
Kowariantne macierze gamma są zdefiniowane następująco:
{\displaystyle \gamma _{\mu }=g_{\mu \nu }\gamma ^{\nu }=\left\{\gamma ^{0},-\gamma ^{1},-\gamma ^{2},-\gamma ^{3}\right\},}
gdzie {\displaystyle \mu ,\nu =0,1,2,3}
i sumacyjna reguła Einsteina jest tu założona.

## Reprezentacje macierzy gamma
Najpopularniejszymi reprezentacjami są:

### Reprezentacja Pauliego-Diraca
Zaproponowana przez Wolfganga Pauliego i Paula Diraca – macierze γ wyrażają się tu przez macierze Pauliego:
{\displaystyle \gamma ^{0}={\begin{pmatrix}I&0\\0&-I\end{pmatrix}},}
{\displaystyle \gamma ^{i}={\begin{pmatrix}0&\sigma _{i}\\-\sigma _{i}&0\end{pmatrix}},}
gdzie {\displaystyle I} oznacza tu macierz jednostkową 2 × 2. Uwzględniając postacie macierzy Pauliego otrzymamy:
{\displaystyle {\begin{aligned}\gamma ^{0}&={\begin{pmatrix}1&0&0&0\\0&1&0&0\\0&0&-1&0\\0&0&0&-1\end{pmatrix}},\quad &\gamma ^{1}&={\begin{pmatrix}0&0&0&1\\0&0&1&0\\0&-1&0&0\\-1&0&0&0\end{pmatrix}},\\\gamma ^{2}&={\begin{pmatrix}0&0&0&-i\\0&0&i&0\\0&i&0&0\\-i&0&0&0\end{pmatrix}},\quad &\gamma ^{3}&={\begin{pmatrix}0&0&1&0\\0&0&0&-1\\-1&0&0&0\\0&1&0&0\end{pmatrix}}.\end{aligned}}}
Macierz {\displaystyle \gamma _{0}} jest zawsze macierzą hermitowską. Macierze {\displaystyle \gamma _{1},\gamma _{2},\gamma _{3}} w tej reprezentacji są macierzami antyhermitowskimi, lecz nie jest tak w każdej reprezentacji.

### Reprezentacja Weyla (chiralna)
Stosowana często w kwantowej teorii pola ze względu na wygodną postać operatorów rzutu na składowe spinora w tej reprezentacji:
{\displaystyle \gamma ^{0}={\begin{pmatrix}0&I\\I&0\end{pmatrix}},}
{\displaystyle \gamma ^{i}={\begin{pmatrix}0&\sigma _{i}\\-\sigma _{i}&0\end{pmatrix}}.}

## Macierz γ5
Macierz γ5 jest zdefiniowana jako
{\displaystyle \gamma ^{5}=i\gamma ^{0}\gamma ^{1}\gamma ^{2}\gamma ^{3},}
gdzie {\displaystyle i} oznacza jednostkę urojoną; macierz ta ma różną postać w zależności od reprezentacji. Np.
{\displaystyle \gamma ^{5}={\begin{pmatrix}0&0&1&0\\0&0&0&1\\1&0&0&0\\0&1&0&0\end{pmatrix}}} w reprezentacji Diraca.
Właściwości:
- jest to macierz hermitowska, tj.
{\displaystyle (\gamma ^{5})^{\dagger }=\gamma ^{5},}
- jej wartości własne są równe {\displaystyle \pm 1,} gdyż
{\displaystyle (\gamma ^{5})^{2}=I}
- antykomutuje z czterema macierzami gamma, tj.
{\displaystyle \left\{\gamma ^{5},\gamma ^{\mu }\right\}=\gamma ^{5}\gamma ^{\mu }+\gamma ^{\mu }\gamma ^{5}=0.}

Pomimo że używa się tu symbolu gamma, macierz ta nie należy do algebry Clifforda Cℓ1,3(R) – zaś macierze {\displaystyle \gamma ^{0},\gamma ^{1},\gamma ^{2},\gamma ^{3}} należą do tej algebry. Ponadto liczba 5 użyta w jej oznaczeniu jest pozostałością starszej notacji, w której macierz {\displaystyle \gamma ^{0}} oznaczano jako {\displaystyle \gamma ^{4}.}

## Macierze alfa, beta Diraca
Równanie Diraca można przekształcić do postaci analogicznej do równania Schrödingera, wprowadzając macierze
{\displaystyle \alpha ^{i}=\gamma ^{0}\gamma ^{i},\qquad {\text{dla}}\;\;i=1,2,3}
{\displaystyle \beta =\gamma ^{0}.}
Zachodzi też analogiczna odwrotna zależność:
{\displaystyle \gamma ^{i}=\gamma ^{0}\alpha ^{i}\qquad {\text{dla}}\;\;i=1,2,3.}
W reprezentacji Diraca macierze te mają postać
{\displaystyle \alpha ^{i}={\begin{pmatrix}0&\sigma _{i}\\\sigma _{i}&0\end{pmatrix}},}
{\displaystyle \beta ={\begin{pmatrix}I&0\\0&-I\end{pmatrix}}.}
Macierze alfa, beta Diraca są macierzami hermitowskimi.